# Biuro Wystaw Artystycznych w Zielonej Górze
Biuro Wystaw Artystycznych w Zielonej Górze – galeria sztuki współczesnej założona w 1965 roku z inicjatywy okręgowego Związku Polskich Artystów Plastyków, działająca obecnie jako galeria miejska. Jej działalność została na krótko przerwana w 1981 roku, kiedy to uległa ona likwidacji z przyczyn politycznych. 
Od początku działania galeria była organizatorem Złotego Grona, stając się miejscem prezentacji sztuki konceptualnej w Polsce. Szczególnie istotnym wydarzeniem okazała się III edycja tej imprezy wraz z główną jej wystawą zatytułowaną Przestrzeń i wyraz, w której wzięli udział m.in.członkowie paryskiej Groupe International d′Architecture Prospective oraz Zofia Hansen i Oskar Hansen. Innym ważnym wydarzeniem było organizowane tutaj od 1985 do 1996 Biennale Sztuki Nowej. W 2020 powrócono do wydarzenia jako Biennale Zielona Góra.
Budynek galerii został zaprojektowany w 1965 roku przez Janusza Wyczałkowskiego. Autorem reliefu na fasadzie jest Marian Szpakowski, inicjator i współtwórca "Złotego Grona".